# Additív rend
Az additív rend fogalmával a matematikában elsősorban a számelmélet és az algebra foglalkozik.
Legyen adott egy m ∈ ℤ egész szám. Egy egész szám (vagy mod(m) maradékosztály) modulo m vagy röviden mod m additív rendje az a legkisebb nemnegatív egész szám, mellyel a számot (vagy maradékosztályt) megszorozva, m-mel osztható számot kapunk; vagyis 0-val kongruens számot modulo m. Ugyanez a definíció elmondható maradékosztályokra is: a kettő, más megfogalmazásban, lényegében ugyanaz. A formális definíció egész számokra illetve maradékosztályokra vonatkozó változatai is olvashatóak e cikkben.
Az egész számokra és maradékosztályokra értelmezett „additív rend” kifejezést még a következő értelemben is használjuk: adott egy R = (U,+,×) gyűrű. Ekkor az a∈U elem (U,+) additív csoportbeli rendjét nevezzük az a ∈ U elem additív rendjének, és ezt, ahogyan az egész számokra értelmezett additív rendet is o{+}(a)-val jelöljük (esetleg, hogy megkülönböztessük a két fogalmat, {\displaystyle o_{R^{+}}(a)}-val).
Az egészek számokra és maradékosztályokra értelmezett additív rend tulajdonképp az utóbbi fogalom speciális esete (tehát ez ad jogot az azonos jelölésmód alkalmazására is), minthogy (ℤ,+,×) és (ℤm,+,×) is gyűrűk: egy egész szám vagy mod m maradékosztály additív rendje annak a (ℤm,+) csoportbeli rendje. Az általánosabb, gyűrűben értelmezett additív rendfogalom gyakorlatilag a csoportelméletben értelmezett rendfogalom alkalmazása egy speciális helyzetben (ezt az indokolja, hogy tekinthető az (U,×) multiplikatív félcsoportra vonatkozó rend is, tehát „additív” és „multiplikatív” rend is létezik, mert kétféle csoporttal vagy félcsoporttal is dolgunk van gyűrűk esetében), ezért a rend cikkben foglalkozunk velük általánosabban (ezeken kívül a (moduláris) számelméletben a csoportelmélettől függetlenül is definiálható a multiplikatív rend ).

## Értelmezés az egészek körében

### Definíció egész számokra
Legyenek {\displaystyle m,i\in Z} egész számok, ekkor {\displaystyle i} additív rendje mod(m) az {\displaystyle o_{m}^{+}(i):=min\left\{e\in \mathbb {N} ^{+}:ei\equiv 0{\pmod {m}}\right\}=min\left\{e\in \mathbb {N} ^{+}:m|ei\right\}\in \mathbb {N} } természetes szám (két, egyenértékű definíciót is megadtunk).
Belátható, hogy a>1 esetén az additív rend az a∈ℤ egész szám vagy maradékosztály többszörösei {\displaystyle (i\cdots a)_{i\in \mathbb {Z} }=\left(\cdots ,\ -1\cdots a,\ 0\cdots a,\ 1\cdots a,\ 2\cdots a,\cdots ,\ i\cdots a,\cdots \right)} sorozatának mod(m) maradékainak (minimális) periódusa. Ez azon a tételen alapul, pontosabban ezt az a tétel fogalmazza meg még precízebb formában, hogy az a két többszöröse akkor és csak akkor egyenlő, ha a fenti sorozatban az {\displaystyle i} indexeik, azaz a többszörözőik kongruensek mod(m). Ezt bővebben a rend c. szócikkben tárgyaljuk, mert egy csoportelméleti tétel speciális esete. Az idézett tétel bizonyítása lentebb megtalálható.

### Egyértelmű létezése
Könnyen látható, hogy ilyen pozitív egész szám általában létezik,
- hiszen ha m>0, akkor biztos, hogy {\displaystyle mi\equiv 0{\pmod {m}}}, mivel {\displaystyle m|mi}, ezért az {\displaystyle A=A_{m}(i):=\left\{e\in \mathbb {N} ^{+}:ei\equiv 0{\pmod {m}}\right\}} halmaz nem üres (0 <m ∈ A), és így a természetes számok jólrendezettsége miatt létezik minimuma, ami jólrendezett struktúrákban ráadásul biztosan egyértelmű. Ha m<0, akkor ugyanez a gondolatmenet alkalmazható, csak m helyett -m-mel. Ezért: tetszőleges egész számnak tetszőleges nem nulla egész modulusra nézve létezik additív rendje.
- ha m = 0, akkor is {\displaystyle m|mi} biztosan teljesül, csakhogy ekkor az m szám nem pozitív egész, tehát az A halmaz mégis csak üres lehet; ha ezen kívül nincs más e; és általában üres is. Ugyanis m=0|ei azt jelenti, hogy található olyan d egész szám, melyre ei = d×0 = 0, tehát hogy e = m = 0 vagy i = 0. Azaz, csak az i = 0 -ra nem üres az {\displaystyle A_{0}(i)} halmaz, de egyébként az egyetlen eleme e = 0 lenne csak (ami nem lehet eleme, kizártuk az e = 0 esetet az {\displaystyle e\in \mathbb {N} ^{+}} kifejezéssel A definíciójában).

Tehát m = 0 -ra csak i = 0 -nak létezik additív rendje, de egyébként nemnegatív i-re és pozitív m-re a rend létezik és egyértelmű. Lentebb belátjuk, hogy tetszőleges, akár negatív i és m egészekre (m=0 kivételével) is egyértelműen létezik a rend.

### Kiterjesztett definíciók

#### Nulla modulusra
Kiterjeszthetjük ezért a rend definícióját így (ahogy az csoportokban is szokásos):
{\displaystyle o_{m}^{+}(i)=} {\displaystyle ={\begin{cases}min\left\{e\in \mathbb {N} ^{+}:ei\equiv 0{\pmod {m}}\right\};&{\mbox{ha }}\exists e\in \mathbb {N} ^{+}:ei\equiv 0{\pmod {m}};\\0,&{\mbox{ha }}\not \exists e\in \mathbb {N} ^{+}:ei\equiv 0{\pmod {m}}\end{cases}}}, vagyis ha az i-t szorozva m-mel osztható szorzatot adó szorzók halmaza nem üres, akkor a rend e halmaz minimuma, és 0, ha e halmaz üres. E kiterjesztésben {\displaystyle o_{m}^{+}(i)\in \mathbb {N} }.
Egy másik lehetséges kiterjesztésben {\displaystyle o_{m}^{+}(i)\in \mathbb {N} \cup \infty } : {\displaystyle o_{m}^{+}(i)=} {\displaystyle ={\begin{cases}min\left\{e\in \mathbb {N} ^{+}:ei\equiv 0{\pmod {m}}\right\};&{\mbox{ha }}\exists e\in \mathbb {N} ^{+}:ei\equiv 0{\pmod {m}};\\\infty ,&{\mbox{ha }}\not \exists e\in \mathbb {N} ^{+}:ei\equiv 0{\pmod {m}}\end{cases}}}
Az előzőekben elmondottak szerint a következő definíció is ugyanezt jelenti: {\displaystyle o_{m}^{+}(i)=}
{\displaystyle ={\begin{cases}min\left\{e\in \mathbb {N} ^{+}:ei\equiv 0{\pmod {m}}\right\};&{\mbox{ha }}m\neq 0\vee \left(m=0\wedge i=0\right);\\\infty \ (vagy\ 0),&{\mbox{ha }}m=0\wedge i\neq 0\end{cases}}}

#### Negatív számokra
Negatív egészekre és modulusra is kiterjeszthető a definíció; ugyanis egy negatív szám épp akkor osztható egy számmal, mikor pozitív ellentettje, tehát {\displaystyle o_{m}^{+}(-i)=o_{m}^{+}(i)=o_{-m}^{+}(i)=o_{-m}^{+}(-i)} tetszőleges {\displaystyle i,m\in \mathbb {Z} } egészekre

### Kiszámítása
A cikk elején lévő példa alapján {\displaystyle o_{m}^{+}(i)\cdot i=\left[m,i\right]} sejthető. Ez általában is igaz. Egy {\displaystyle i\neq 0} szám additív rendjét tehát a következőképp számolhatjuk ki: 

vagyis az m modulust osztjuk a modulus és a szám legnagyobb közös osztójával. Az utóbbi kiszámítási mód nemcsak gazdaságosabb, mivel a legnagyobb közös osztó kisebb és könnyebben számolható, mint a legkisebb közös többszörös, hanem még i = 0-ra is működik, a 0 additív rendje eszerint minden nem nulla modulusra 1.
Bizonyítás (vázolva): A rend definíció szerint a legkisebb olyan természetes szám, mellyel az adott számot szorozva, a modulussal osztható szorzatot kapunk. Ez a szorzat tehát a legkisebb olyan természetes szám, mely a modulusnak is, és az adott számnak is többszöröse – ez pedig épp az adott szám és a modulus legkisebb közös többszörösének definíciója. Felhasználva, hogy tetszőleges i,m egészekre {\displaystyle mi=[m,i]\cdot (m,i)}, a második egyenlőség is adódik.

#### Táblázat
Az additív rend kis egész számokra a következőképp alakul:
| ↓m,i→ | 0 | 1   | 2   | 3   | 4   | 5   | 6   | 7   | 8   | 9   | 10  | 11  | 12  | 13  |
| 0     | 1 | 0/∞ | 0/∞ | 0/∞ | 0/∞ | 0/∞ | 0/∞ | 0/∞ | 0/∞ | 0/∞ | 0/∞ | 0/∞ | 0/∞ | 0/∞ |
| 1     | 1 | 1   | 1   | 1   | 1   | 1   | 1   | 1   | 1   | 1   | 1   | 1   | 1   | 1   |
| 2     | 1 | 2   | 1   | 2   | 1   | 5   | 1   | 2   | 1   | 2   | 1   | 2   | 1   | 2   |
| 3     | 1 | 3   | 3   | 1   | 3   | 3   | 1   | 3   | 3   | 1   | 3   | 3   | 1   | 3   |
| 4     | 1 | 4   | 2   | 4   | 1   | 4   | 2   | 4   | 1   | 4   | 2   | 4   | 1   | 4   |
| 5     | 1 | 5   | 5   | 5   | 5   | 1   | 5   | 5   | 5   | 5   | 1   | 5   | 5   | 5   |
| 6     | 1 | 6   | 3   | 2   | 3   | 6   | 1   | 6   | 3   | 2   | 3   | 6   | 1   | 6   |
| 7     | 1 | 7   | 7   | 7   | 7   | 7   | 7   | 1   | 7   | 7   | 7   | 7   | 7   | 7   |
| 8     | 1 | 8   | 4   | 8   | 2   | 8   | 4   | 8   | 1   | 8   | 4   | 8   | 2   | 8   |
| 9     | 1 | 9   | 9   | 3   | 9   | 9   | 3   | 9   | 9   | 1   | 9   | 9   | 3   | 9   |
| 10    | 1 | 10  | 5   | 10  | 5   | 2   | 5   | 10  | 5   | 10  | 1   | 10  | 5   | 10  |
| 11    | 1 | 11  | 11  | 11  | 11  | 11  | 11  | 11  | 11  | 11  | 11  | 1   | 11  | 11  |
| 12    | 1 | 12  | 6   | 4   | 3   | 12  | 2   | 12  | 3   | 4   | 6   | 12  | 1   | 12  |

- Megjegyzések:
  - a 0/∞ jelölés nem 0 osztva végtelennel, hanem azt jelenti, hogy 0 modulusra nézve nem létezik additív rend, ezért önkényesen 0-nak, vagy (a /-jel ezt jelenti, nem osztást) ∞-nek definiáljuk. Mindkét definíciónak megvan a maga oka (ld. rend).
  - A fentebbiekkel összhangban a táblázat negatív egészekre is kiterjeszthető, a modulus is lehet negatív akár.

### Az additív rend maradékosztály-tulajdonság
Észrevehetjük, és vegyük is észre, hogy minden sorban az {\displaystyle f(i)=\left(o_{m}^{+}(i)\right)_{i\in \mathbb {N} }} sorozat periodikus. Mégpedig a (minimális) periódus éppenséggel az m modulus! Tehát ha i mod(m) rendje n, akkor i+m, i+2m, … i+km rendje is n, a táblázatból sejthetően minden {\displaystyle k\in \mathbb {N} } -re, de az utána következő megjegyzésből adódóan minden {\displaystyle k\in \mathbb {Z} } -re is! Ez tehát azt jelenti, hogy a rend maradékosztály-tulajdonság. Valóban így is van.
Tétel: Legyen m ≠ 0 egész szám. Ekkor mod(m) kongruens egész számok additív rendje egyezik: {\displaystyle i\equiv j{\pmod {m}}\Rightarrow o_{m}^{+}(i)=o_{m}^{+}(j)}.
Bizonyítás: Érvényes {\displaystyle \forall n\in \mathbb {N} :ni\equiv 0{\pmod {m}}\Leftrightarrow nj\equiv 0{\pmod {m}}}, mivel ha {\displaystyle i\equiv j{\pmod {m}}:\Leftrightarrow \exists z\in \mathbb {Z} :j=i+mz}, s ekkor {\displaystyle 0\equiv nj\equiv n(i+mz)\equiv ni+nmz{\pmod {m}}\Leftrightarrow } {\displaystyle \Leftrightarrow ni\equiv -nmz\equiv 0{\pmod {m}}}. Tehát i és j bármely (számmal vett) többszöröse egyszerre kongruens (vagy nem kongruens) mod(m), azaz az m-mel osztható szorzatot adó szorzóik halmaza megegyezik, és ekkor ennek minimuma, ami pont az additív rend, is megegyezik.

## Értelmezés a maradékosztályok körében

### A maradékosztályokról
A továbbhaladás előtt érdemes elolvasni a maradékosztály és a kongruencia szócikket.
Legyen ismét {\displaystyle m,i\in \mathbb {Z} } két egész szám, ekkor az m modulusra vagy maradékra nézve (röviden mod(m)) maradékosztálynak nevezzük az {\displaystyle {\bar {i}}_{m}\ :=} {\displaystyle \left\{z\in \mathbb {Z} \ :\ z\equiv i{\pmod {m}}\right\}} = {\displaystyle \left\{z\in \mathbb {Z} \ :\ m\ |\ z-i\right\}}. Pontosan az m-mel osztva i-vel azonos maradékot adó számok tartoznak az {\displaystyle {\bar {i}}_{m}} maradékosztályba (a maradékosztály elemeit a maradékosztály reprezentánsainak is nevezzük). Tehát két maradékosztály egyenlő akkor és csak akkor, ha valamely két elemük (azaz ha összes elemük) mod(m) kongruens.
Ha az m szám rögzített, röviden csak {\displaystyle {\bar {i}}}-t írunk. A maradékosztályok halmazát, mely osztályfelbontása {\displaystyle \mathbb {Z} }-nek, {\displaystyle \mathbb {Z} _{m}} jelöli. Minden m-re pontosan m darab maradékosztály van (az m=0-t kivéve, mert mod(0) maradékosztály végtelen sok van: minden egész szám külön osztályba tartozik), végtelen sok elemmel (kivéve m=0, minden mod(0) osztály egyelemű).

### Maradékosztály additív rendje
Tekintsük a {\displaystyle M_{m}=\left(\mathbb {Z} _{m},+,{\bar {0}}\right)} mod(m) maradékosztályokat az összeadás műveletével, mely additív és neutrális elemes Abel-csoport, tehát csoport. Ha {\displaystyle {\bar {i}}\in \mathbb {Z} _{m}}, és m>0, akkor létezik, mégpedig egyértelműen olyan {\displaystyle o:=o_{m}^{+}(i)\in \mathbb {N} ^{+}} pozitív egész szám, hogy {\displaystyle o_{m}^{+}(i)={\bar {0}}} legyen.
- I. bizonyítás: ezt tulajdonképp az előzőekben beláttuk. Legyen m>0, tetszőleges {\displaystyle x\in {\bar {i}}} -re {\displaystyle e=o_{m}^{+}(x)} létezik, mint a legkisebb olyan e szám, melyre {\displaystyle ex\equiv 0{\pmod {p}}}, azaz amelyre {\displaystyle e{\bar {x}}_{m}={\bar {0}}_{m}} ahogy a fentebb beláttuk. Tehát egy osztály additív rendje pontosan a reprezentánsa(inak) additív rendje, utóbbiról meg már tudjuk, hogy létezik és pozitív, ha m>0. Ezzel kész is vagyunk .
  - Tehát az egy osztályba tartozó egészek rendje megegyezik. Fordítva azonban ez nem igaz: különböző maradékosztályoknak is lehet azonos az additív rendje. Például mod(6) {\displaystyle o^{+}({\bar {2}})=o^{+}({\bar {4}})=3}, noha {\displaystyle {\bar {2}}_{6}\neq {\bar {4}}_{6}}
  - A fenti bizonyítás nem működik m = 0-ra, hiszen már az egészek körében sem működött. Hasonlóan, mint ama szituációban, most is belátható, hogy a mod(0) maradékosztályoknak tényleg nincs is pozitív rendje. Ez esetben a rend-definíció hasonló kiterjesztéseit alkalmazzuk, mint az egészeknél.
- II. bizonyítás (vázlatosan): Könnyű belátni, hogy {\displaystyle M_{m}=\left(\mathbb {Z} _{m},+,{\bar {0}}\right)} véges csoport (ha m>0), és ebből is következik az állítás. Ugyanis ha egy {\displaystyle x\in \mathbb {Z} _{m}} elemet elkezdünk többszörözni: x, x+x=2x, x+x+x=3x, … stb., akkor lesz két olyan {\displaystyle e,f\in \mathbb {N} ,f\neq e} többszörös, hogy fx=ex legyen. Ha ilyenek nem lennének, azaz semelyik két többszörös nem lenne egyenlő, mindegyik különböző lenne, akkor végtelen sok különböző elem lenne e félcsoportban, de ez a végessége miatt lehetetlen. Tehát ilyen e,f létezik, és ekkor – itt használjuk fel, hogy csoportról van szó – fx-ex = (f-e)x = 0. Tehát az f-e ≠ 0 természetes szám megfelelő. QED .
  - Ez a bizonyítás sem működik a mod(0) esetre és csak erre, mert {\displaystyle \mathbb {Z} _{0}} végtelen halmaz.

Tehát m ≠ 0 modulusra a rendet a következőképp definiálhatjuk:

### Egyéb bizonyítások a létezésre és egyértelműségre
III. bizonyítás: Adott az {\displaystyle {\bar {i}}_{m}} osztály, oldjuk meg az {\displaystyle yi\equiv 0{\pmod {m}}} kongruenciát (ha úgy tetszik, a {\displaystyle {\overline {y}}_{m}{\overline {i}}_{m}={\bar {0}}_{m}} egyenletet). E kongruenciák szabályos megoldása a következő: mindkét oldalt oszthatjuk i-vel, de a modulust {\displaystyle {\frac {m}{\left(i,m\right)}}} -re kell változtatni. Tehát a megoldás az {\displaystyle {\bar {y}}_{m}={\overline {\frac {m}{\left(i,m\right)}}}_{m}} osztály. Ennek kell a legkisebb pozitív elemét venni, ez m=0 esetén {\displaystyle {\frac {0}{\left(i,0\right)}}={\frac {0}{i}}=0}; nem pozitív (sőt i=0 esetén így nem is értelmezhető); de más esetben a nevező biztosan pozitív (0-nál nagyobb szám bármilyen egésszel vett legnagyobb közös osztója nem nulla ugyanis, hanem pozitív), és a számláló is az, tehát sejthető, hogy ez az elem {\displaystyle {\frac {m}{\left(i,m\right)}}}. És valóban, ez pozitív számok hányadosa lévén pozitív, továbbá nála kisebb pozitív szám már nincs az osztályban: ugyanis ha lenne ennél kisebb pozitív d, akkor {\displaystyle 0<d\leq {\frac {m}{\left(i,m\right)}},d\equiv {\frac {m}{\left(i,m\right)}}}, innen a két elem különbsége nemnegatív, ráadásul m-mel osztható, azaz {\displaystyle {\frac {m}{\left(i,m\right)}}-d=km}, ahol 0 ≠ k; azaz {\displaystyle {\frac {m}{\left(i,m\right)}}=km+d}, ám a bal oldal legfeljebb m, míg a jobb oldal a k=0 és d=0 esetet kivéve nagyobb mint m. Tehát vagy k=0, azaz {\displaystyle d={\frac {m}{\left(i,m\right)}}}, vagy pedig d=0, holott feltettük, hogy pozitív. Így az állítást beláttuk.
Vannak olyan elemi (nem-algebrai szemléletű) művek, melyekben ez a bizonyítás található vázlatosan, holott látjuk, mennyivel egyszerűbb lehetőségek léteznek.

### Kiterjesztett definíciók maradékosztályokra
A pozitív egész értékű rend definícióját kiterjeszthetjük mod(0) maradékosztályokra is, úgy, ahogy az egészek körében tettük, egyszerűen csak az {\displaystyle o_{m}^{+}(i):=\cdots } kifejezés helyett {\displaystyle o_{m}^{+}({\bar {i}}):=\cdots } irandó (tehát valamiképp jelezni kell, hogy maradékosztályokról van szó), és egészek kongruenciája helyett maradékosztályok egyenlősége. Például a legegyszerűbb, harmadik kiterjesztést közüljük maradékosztályokra helyesbítve, de az első kettőnél is hasonlóan lehetséges:
{\displaystyle o_{m}^{+}({\bar {i}}){\begin{cases}min\left\{e\in \mathbb {N} ^{+}:e{\bar {i}}_{m}={\bar {0}}_{m}\right\};&{\mbox{ha }}m\neq 0\vee \left(m=0\wedge {\bar {i}}_{0}={\bar {0}}_{0}\right);\\\infty \ (vagy\ 0),&{\mbox{ha }}m=0\wedge {\bar {i}}_{0}\neq {\bar {0}}_{0}\end{cases}}}

## Fontosabb tulajdonságok
Közöljük az additív rend néhány fontos (az eddigieken túli) matematikai tulajdonságát, egész számokra fogalmazva. A maradékosztályokra való átfogalmazás nem olyan nehéz, csak számok helyett maradékosztályt és kongruencia helyett egyenlőségjelet kell írni (utóbbi a {\displaystyle \mathbb {Z} _{m}} halmazon belüli egyenlőség).
| 1. {\displaystyle ji\equiv ki{\pmod {m}}\Leftrightarrow j\equiv k{\pmod {o_{m}^{+}(i)}}} 2. {\displaystyle ji\equiv 0{\pmod {m}}\Leftrightarrow o_{m}^{+}(i)\|j} 3. Ha {\displaystyle m\neq 0}, {\displaystyle o_{m}^{+}(i)\|m}, és {\displaystyle o_{m}^{+}(i)=m\Leftrightarrow \left(i,m\right)=1} 4. {\displaystyle o_{m}^{+}(i+j)\|\left[o_{m}^{+}(j),o_{m}^{+}(i)\right]} 5. {\displaystyle o_{m}^{+}(ji)\|\left(o_{m}^{+}(j),o_{m}^{+}(i)\right)} |

Rövid indoklás:
- 1. Egy kongruenciát i-vel egyszerűsíthetünk úgy, hogy a modulust osztjuk i-nek és a modulusnak a legnagyobb közös osztójával, a kapott hányados pedig, az egyszerűsített kongruencia modulusa, az előző szakasz szerint épp az i mod(m) rendje.
  - Ezek szerint: kongruenciát egy szorzóval egyszerűsítve az egyszerűsített kongruencia modulusa a szorzó eredeti modulus szerinti rendje.
- 2. Az előző tulajdonsághoz teljesen hasonló: egyszerűsítünk i-vel úgy, hogy a modulust osztjuk (i, m)-mel, a kapott hányados – az egyszerűsített kongruencia modulusa – az i rendje mod(m); az egyszerűsített kongruencia szerint tehát j kongruens nullával mod ( o+m(i) ), ami épp azt jelenti, hogy osztható ezzel a renddel.
  - Ezek szerint szorzat akkor és csak akkor kongruens 0-val mod(m), ha bérmely tényezőjének mod(m) affitív rendje osztója a másik tényezőnek.
  - Ezt egy populárisabb (és maradékosztályokra is általánosítható) formában inkább úgy szoktuk megfogalmazni, hogy egy számot mod(m) eltüntető/lenullázó szorzók épp a mod(m) additív rend többszörösei; még rövidebben az additív rend osztója minden 0-t adó szorzónak (és csak ezeknek).
- 3. Mivel o+m(i) (m,'i) = m, ha m ≠ 0; és (m,'i) egész, az oszthatóság definíciója szerint a rend osztója a modulusnak. Egyenlőség tényleg csak akkor van, ha (m,'i) = 1, azaz a modulus és a szám relatív prímek.
  - Maradékosztályokra vonatkozó, csoportelméleti tárgyalásban: a modulus egy 0-t adó többszöröző szám minden maradékosztályra, így a rend ennek osztója (ez egy egyszerű csoportelméleti tételből következik). tehát arról van szó, hogy mivel a modulus mindig az additív rend többszöröse, ezért a modulus egy 0-t adó szorzó (az előző pont szerint).
  - Csoportelméleti szemszögből ez a kijelentés úgy is interpretálható, hogy egy {\displaystyle {\bar {i}}_{m}} maradékosztály akkor és csak akkor generátoreleme a {\displaystyle \left(\mathbb {Z} _{m},+,{\bar {0}}\right)} additív maradékosztály-csoportnak, ha redukált, azaz ha reprezentánsa(i) relatív prím(ek) a modulushoz.
- 4. Mivel {\displaystyle o_{m}^{+}(i),o_{m}^{+}(j)|\left[o_{m}^{+}(i),o_{m}^{+}(j)\right]:=K}, tehát 3. szerint {\displaystyle Ki\equiv 0{\pmod {m}}} és {\displaystyle Kj\equiv 0{\pmod {m}}}, így {\displaystyle K(i+j)=Ki+Kj\equiv 0+0\equiv 0{\pmod {m}}}.
  - Tehát összeg rendje osztója a rendek legkisebb közös többszörösének. Egyenlőség azonban nem mindig áll fönn: például {\displaystyle o_{12}^{+}(3+5)=o_{12}^{+}(8)=3}, holott {\displaystyle \left[o_{12}^{+}(3),o_{12}^{+}(5)\right]=\left[4,12\right]=12}.
- 5. Mivel {\displaystyle o_{m}^{+}(i)i\equiv 0{\pmod {m}}} és {\displaystyle o_{m}^{+}(j)j\equiv 0{\pmod {m}}}, szorozva az első kongruenciát j-vel, a másodikat i-vel, {\displaystyle o_{m}^{+}(i)ij\equiv 0{\pmod {m}}} és {\displaystyle o_{m}^{+}(j)ji\equiv 0{\pmod {m}}}, az első szerint i rendje, a második szerint j rendje „0-t adó többszörös” ij-re, tehát többszöröse ij rendjének: {\displaystyle o_{m}^{+}(ij)\ |\ o_{m}^{+}(i),o_{m}^{+}(j)} is teljesül, tehát ij rendje (közös) osztója mindkét rendnek, és ezért osztója a legnagyobb közös osztójuknak is.

## Példa
Mondjuk két óceánjáró hajó, a „Missou Mary” 5 hónaponként, a „Mama Leone” pedig 6 hónaponként köt ki ugyanabban a kikötőben. Ha egy adott hónapban mindketten a kikötőben voltak, kérdés, hogy mennyi idő múlva találkoznak újra?
- Egy lehetséges és elemi megoldás, hogy a visszatérési periódusok legkisebb közös többszörösét, azaz [5,6]=30-at kell venni, tehát 2 év és 6 hónap múlva.
- E mögött az van, hogy addig kell többszöröznünk az egyik számot, mondjuk a hatot, míg a másikkal, 5-tel osztható szorzatot nem kapunk. Az első ilyen többszörös szolgáltatja a megoldást. Azaz 6, 2×6=6+6=12, 3×6=6+6+6=18, 4×6=24 nem megoldások, de a legkisebb ilyen többszörös, 5×6=30 már igen, mert osztható öttel. Tehát úgy is megoldhatjuk a feladatot, ha a 6-nak a mod(5) additív rendjét számoljuk ki, majd azzal megszorozzuk. Persze fordítva is gondolkodhatunk: kiszámoljuk 5 mod(6) rendjét (6), és a két számot összeszorozzuk. Mindkét eljárás tényleg a legkisebb közös többszörös kiszámítását jelenti, hisz az additív rend definíciója miatt a szám és mod(m) rendje szorzata a legkisebb olyan szám, melynek mindkét szám (a szám és modulusa) osztója, tehát épp a szám és modulusa legkisebb közös többszöröse.